# أوسكار دوناهو
أوسكار دوناهو (بالإنجليزية: Oscar Donahue)‏ هو لاعب كرة قدم أمريكية أمريكي، ولد في 7 يونيو 1937.